# 國民生活安定緊急措置法
《国民生活安定緊急措置法》（日语：／，昭和48年12月22日法律第121号）是1973年制定的日本法律，當時正值第一次石油危機下物價急升，引發混乱（見「廁紙騷動」）及社会不安。本法規定一系列緊急措施，透過調整與国民生活高度相關的物資及国民經濟上的重要物資之價格及供需等，應對物價高騰等日本經濟異常情況，以確保国民生活安定及国民經濟平滑運行。

## 運用方針
第2条規定的運用方針為：
實施本法律規定的措施時，政府必須努力優先確保国民日常生活不可缺少的物資，及平定其價格。
有關與国民生活高度相關的物資及国民經濟上的重要物資之生產、進口、流通及庫存狀況，政府必須努力向国民提供必要資訊，以安定国民生活。

## 標準價格
在物價高騰或可能高騰的情況下，若與国民生活高度相關的物資或国民經濟上的重要物資（下稱「生活關聯物資等」）之價格顯著上升或可能顯著上升，可頒布政令將該等生活關聯物資等指定為特有價格安定之需的物資。以政令指定的品目（指定物資）中，被認為是指定物資交易標準的品目（標準品目）會被設定標準價格。
零售業者有義務在店鋪標示標準價格，但未收到第7条規定的標準價格以下販賣指示時，無義務特別標示販賣價格。
廁紙曾於1974年1月28日列入指定物資，設定標準價格。

## 特定標準價格
若認為設定標準價格仍然難以平定指定物資的價格，可頒布政令指定特有確保價格安定之需的品目（特定品目），設定特定標準價格。
設定特定標準價格後，若售價超過特定標準價格，可將超過部分作為課徵金徵收。

## 交售、輸送或保管相關指示
在生活關聯物資等於特定地區供給不足，顯著阻礙或可能顯著阻礙該地區居民生活安定或地區經濟平滑運行，認為有必要於該地區緊急增加該等生活關聯物資等的供給時，可指示生產、進口或銷售該等生活關聯物資等的業者交售該等生活關聯物資等，並規定交售期限、数量、交易方及交售價格。這規定並不要求相關物資是政令指定品目，地區性供給不足為發動要件，但物價高騰或可能高騰並非發動要件。
因應新型冠狀病毒感染症於2020年在日本擴散，2020年3月3日，厚生勞動大臣加藤勝信依照第22条第1項規定（交售、輸送或保管相關指示等），指示普通家庭用口罩的製造銷售商及進口商交售普通家庭用口罩，是第22条規定的交售指示制定以来首次實施。政府購買的口罩已分發給北海道北見市及空知郡中富良野町。

## 分配或配給等
在物價顯著高騰或可能顯著高騰的情況下，若生活關聯物資等的供給顯著不足，且供需均衡在一段時間內很難回復，認為對国民生活安定或国民經濟平滑運行造成或可能造成重大阻礙時，除法律另有規定外，可頒布政令對該等生活關聯物資等做出指定，規定該等生活物資等的分配、配給、使用、轉讓、轉讓限制或禁止相關事項。政令可規定，若違反這政令，或基於政令的命令之規定，或基於前二者的處分，可判監不超過五年或罰款不超過三百萬日圓。
因應新型冠狀病毒感染症於2020年在日本擴散，2月10日，保護國民免受NHK傷害党的参議院議員濱田聰提交「關於對囤積口罩及轉售行為活用物價統制令、国民生活安定緊急措置法、囤積防止法等的質問主意書」。政府曾於21日通過答辯書，指「現階段尚未到指定口罩（為對象）的状況」。
3月10日，內閣會議決定依国民生活安定緊急措置法第26条及第37条的規定修正政令，限制轉讓衛生口罩，並設立違反規定時的罰則，是首次依国民生活安定緊急措置法第26条採取措施。決定通過後翌日，国民生活安定緊急措置法施行令一部改正政令（国民生活安定緊急措置法施行令の一部を改正する政令，令和2年政令第42号）於令和2年3月11日官報号外特第42号上公布。
具体而言，政令將衛生口罩指定為国民生活安定緊急措置法第26条第1項上的生活關聯物資等，規定「自向不特定交易方交售衛生口罩者處購入衛生口罩者，不得轉讓該等購入的衛生口罩（僅限對不特定或多数的人，申請或引誘締結該等衛生口罩的買賣契約後進行的轉讓，且價格超過該等衛生口罩的購入價格。）」，以此禁止轉售；違反者會被判有期徒刑不超過1年或罰款不超過100万日圓。公布之日（2020年3月11日）起4日後、即3月15日施行，不適用於改正政令施行日前締結的買賣契約下進行的轉讓。
此次規定的衛生口罩範圍廣闊，包含在市面上普遍銷售，用於健康、預防、保持環境衛生等目的的口罩，如家庭用口罩、医療用口罩及產業用口罩等。禁止轉售的口罩為從面向普通消費者的店鋪、或透過網站等廣售口罩的零售業者等處購買的口罩；除零售業者外，製造/進口商、批發商及個人若向消費者廣泛直接銷售口罩，從這些地方購入的口罩亦為禁止轉售的對象（不含面向特定商戶進行的普通批發交易）。限制對象為對購入商品的轉售行為，上述業者等直接向消費者銷售口罩的行為不在此限。由於限制不包括經普通批發交易購入的物品，零售店高價銷售批發口罩或貿易公司透過網絡拍賣高價銷售批發口罩亦不受限制。
3月11日，負責今次限制的厚生勞動省、經濟產業省、消費者廳聯名發布「口罩轉售限制相關Q&A」，說明行政機構在運費等細節問題上的看法。

## 脚注

### 註解
1. ↑  例如，若廁紙成為指定物資，可將40ｍ卷紙6卷裝設為標準品目，規定其標準價格為〇〇日圓。